# 哈贾·法蒂玛回教堂
1°18′10.4″N 103°51′46.1″E / 1.302889°N 103.862806°E

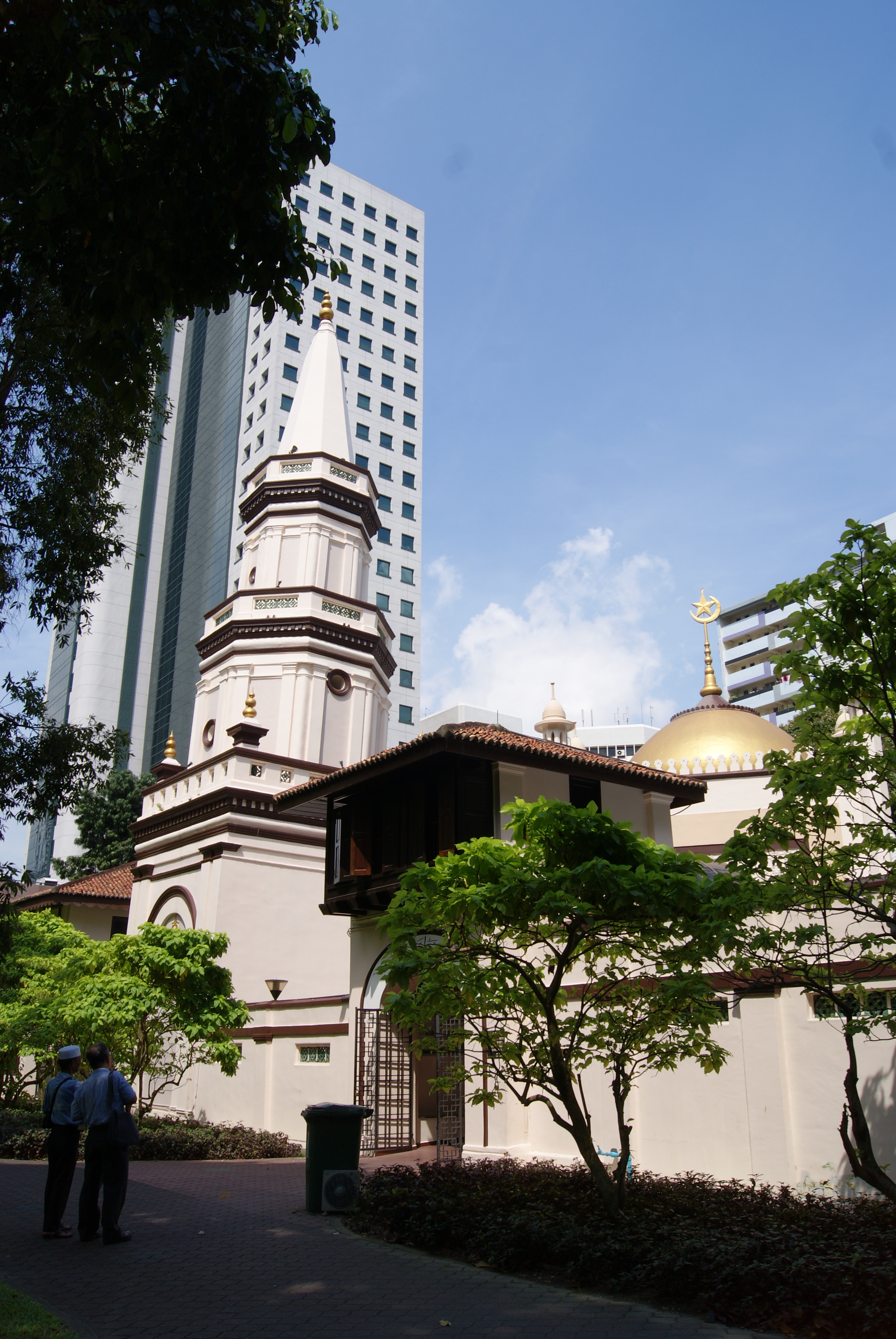
哈贾·法蒂玛回教堂

哈贾·法蒂玛回教堂（Masjid Hajjah Fatimah）是新加坡的一座清真寺，兴建于1845年到1846年，位于加冷规划区甘榜格南区美芝路。该清真寺代表伊斯兰和欧洲建筑的混合，由殖民地建筑师汤申设计。

## 历史
这座清真寺得名于其捐助者，马来人女商人哈贾·法蒂玛。她出生在马六甲的一个富裕家庭，嫁给了在新加坡经商的苏拉威西布吉人王子。然而婚姻没有持续多久，在她年轻时丈夫去世。她勇敢地一手经营他的生意。
清真寺建在爪哇路哈贾·法蒂玛的故居原址。在19世纪30年代后期，这所房子曾两度被毁，第二次还被焚烧。哈贾·法蒂玛在纵火事件时离开，未受到伤害，于是改建为清真寺。其余部分现已拆除改建为现代高层公寓。
她惟一的孩子，女儿拉贾西蒂，嫁给了阿拉伯商人阿萨戈夫。哈贾·法蒂玛死后，生意交给了阿萨戈夫家族。她的墓地和女儿女婿的墓地都在此清真寺。
1973年7月6日，哈贾·法蒂玛回教堂列为新加坡国家古迹。